# Edward James Olmos
Edward James Olmos, född 24 februari 1947 i East Los Angeles, Kalifornien, är en amerikansk skådespelare.
För den svenska publiken är Olmos bland annat känd för rollen som poliskommissarie Martin Castillo i TV-serien Miami Vice och rollen som amiral William Adama i science fiction-serien Battlestar Galactica (2004–2009). Han har haft småroller i andra TV-serier, till exempel Cannon, Kojak, Hawaii Five-O, Spanarna på Hill Street och Vita huset. 

## Utmärkelser
Asteroiden 5608 Olmos är döpt efter honom.

## Filmografi i urval
- 1975 – Aloha, Bobby and Rose
- 1977 – Alambrista!
- 1977 – Starsky och Hutch (TV-serie)
- 1978 – Evening in Byzantium
- 1980 – Virus
- 1981 – Wolfen
- 1981 – Zoot Suit
- 1982 – Blade Runner
- 1982 – Balladen om Gregorio Cortez
- 1982 – Spanarna på Hill Street (TV-serie)
- 1984 – Miami Vice (TV-serie)
- 1985 – Saving Grace
- 1988 – Vinna eller försvinna
- 1989 – The Fortunate Pilgrim
- 1989 – Triumph of the Spirit
- 1991 – Talent for the Game
- 1992 – American me
- 1993 – Roosters
- 1994 – A Million to Juan
- 1994 – The Burning Season
- 1995 – Mirage
- 1995 – My Family
- 1996 – Dead Man's Walk (TV-serie)
- 1996 – Caught
- 1997 – 12 Angry Men
- 1997 – Selena
- 1997 – The Disappearance of Garcia Lorca
- 1997 – Hollywood Confidential
- 1998 – The Wonderful Ice Cream Suit
- 1998 – The Taking of Pelham One Two Three
- 1999 – Vita huset (TV-serie)
- 2000 – Vägen till El Dorado (röst)
- 2000 – Skvaller
- 2001 – In the Time of the Butterflies
- 2003 – Battlestar Galactica (TV-serie)
- 2005 – Nausicaä från vindarnas dal (röst)
- 2006 – Splinter
- 2006 – Walkout
- 2007 – The George Lopez Show (TV-serie)
- 2008 – Chihuahuan från Beverly Hills (röst)
- 2010 – CSI: New York (TV-serie)
- 2010 – I'm Still Here
- 2011 – The Green Hornet
- 2011 – America
- 2011 – Dexter (TV-serie)
- 2011 – Eureka (TV-serie)
- 2012 – Portlandia (TV-serie)
- 2013 – 2 Guns
- 2013 – Filly Brown
- 2014 – The Book of Life (röst)
- 2015 – Agents of S.H.I.E.L.D. (TV-serie)
- 2017 – Blade Runner 2049